# Зарипов, Ильдар Касимович
Ильда́р Каси́мович Зари́пов (13 ноября 1939, Казань, Татарская АССР — 14 июня 2012, Казань) — советский и российский художник. Народный художник Российской Федерации (2002).

## Биография
Ильдар Зарипов родился 13 ноября 1939 года в городе Казань. Рос в многодетной татарской семье. Талант к рисованию в нём открылся ещё в раннем возрасте.
Окончив Казанское художественное училище, поступил в Московский художественный институт имени В. И. Сурикова, где состоялся ряд знакомств с признанными художниками-современниками, это положило начало творческому становлению художника. Специализировался в мастерской станковой живописи под руководством народного художника СССР Д. К. Мочальского. По окончании учебы поступил в творческую мастерскую Г. М. Коржева.
Ильдар Касимович часто состоял в пассивной оппозиции официальному искусству, подвергался критике со стороны «партийного руководства». Характерно то, что в советское время его, глубоко интеллигентного художника, чья мастерская всегда была открыта для всех, кто интересуется искусством, какой бы народности они ни были, обвинили в национализме. Поводом для обвинения стало его телевизионное интервью, где художник признался, что с удовольствием приезжает в татарскую деревню и любит выпить в деревенском доме татарского чаю. Именно за этот «татарский» чай художника вызвали «на ковер» к высокому республиканскому начальству, где авторитетно объяснили, что «татарского чая» не бывает, так как он не растёт в Татарстане. И. Зарипов всегда считался национальным живописцем и традиционно говорилось о его национальной сюжетике.
Сейчас вклад мастера в художественную сокровищницу Татарстана и России оценен по достоинству. Уже первые самостоятельные шаги художника после окончания аспирантуры были отмечены успехом. В 1970 московская комиссия Всесоюзной Выставки художников национальных республик СССР единодушно признает картину «Дома» высокохудожественной. Работа была оценена как наилучшая в передаче национального колорита. 
В 1976 году художнику было присвоено звание Заслуженного деятеля искусств ТАССР. В 1983 году И. Зарипов получил звание заслуженного художника Российской Федерации. В 1994 году художнику присвоено звание лауреата Государственной премии Республики Татарстан имени Габдуллы Тукая. В 1996 году он был удостоен серебряной медали Российской Академии художеств. В 2002 году Указом Президента Российской Федерации В. В. Путина И. Зарипову присвоено звание Народного художника России.
Лучшие произведения И. Зарипова, уже ставшие классикой татарской живописи XX века, находятся в собрании Государственной Третьяковской галереи, Государственного Русского музея, в собрании «шоколадного короля» музей Людвига и во многих других музеях, картинных галереях и частных коллекциях в России и за рубежом.

### Семья
Супруга — Светлана Ивановна, на протяжении всей жизни художника была его музой. Её образ узнаваем во многих произведениях.
Сын — Ирек Ильдарович, художник, дизайнер, основатель галереи-студии имени Ильдара Зарипова. Трагически погиб в 2006 году.
Внучка — Зарипова Айгуль Ирековна, хранитель коллекции, куратор.

## Награды, премии, почётные звания
- Серебряная медаль Российской Академии художеств (1996)
- Государственная премия Республики Татарстан имени Габдуллы Тукая (1994)
- Заслуженный деятель искусств Татарской АССР (1976)
- Заслуженный художник РСФСР (1983)
- Народный художник Российской Федерации (2002)
- Премия имени Баки Урманче (2001)